# Luis Carlos Trindade de Souza
Luis Carlos Trindade de Souza (Belém, 16 de agosto de 1970), mais conhecido como Luis Carlos Trindade ou simplesmente Trindade, é um ex-futebolista brasileiro que atuava como meia.

## Carreira
Natural de Belém, Trindade começou sua carreira pelo Pedreira, equipe da Ilha de Mosqueiro, e passou por diversos clubes paraenses, chamando atenção do futebol com as camisas do Paysandu e do Remo, principais times do estado. Por três anos consecutivos, de 1998 a 2000, foi eleito o melhor meia ofensivo do Troféu Camisa 13, premiação da RBA TV que consagra atletas, clubes e instituições que se destacam no cenário esportivo do Pará.
Pelo Paysandu, colecionou títulos, dentre eles a maior conquista da história do Papão, a Copa dos Campeões de 2002, inclusive marcando o segundo gol na vitória por 3–1 sobre o Palmeiras, na semifinal.
Com a camisa do São Raimundo-PA, também fez história como capitão do time que conquistou a primeira edição da Série D do Brasileirão, em 2009. Ao final da temporada, foi eleito o Profissional Exemplar de 2009, premiação da TV Liberal que tem como objetivo chamar a atenção da sociedade, especialmente dos jovens, para quem dá exemplos de solidariedade, respeito e seriedade no esporte.

## Títulos
Paysandu
- Copa dos Campeões: 2002
- Campeonato Brasileiro - Série B: 2001
- Copa Norte: 2002
- Campeonato Paraense: 2001 e 2002
- Copa Mais TV: 2001

São Raimundo-PA
- Campeonato Brasileiro - Série D: 2009